# Броварский, Лев Рудольфович
Лев Рудо́льфович Брова́рский (укр. Лев Рудольфович Броварський; 30 ноября 1948, Дрогобыч — 4 июня 2009, Львов) — украинский советский футболист, полузащитник, украинский тренер. Рекордсмен львовских «Карпат» по количеству проведенных матчей — 412 (1968—1980 гг.), многолетний капитан команды. Обладатель Кубка СССР 1969. Играл за сборную СССР. Мастер спорта СССР (с 1969 года). Заслуженный тренер Украины (с 2001). В 2000 году признан лучшим игроком в истории «Карпат».
Воспитанник дрогобычского футбола. Окончил Львовский институт физкультуры.

## Футбольная карьера
Начинал выступления в команде родного города — «Нефтяник» (Дрогобыч), которая играла в классе «Б». В 1967 юноша поступает во Львовский институт физкультуры и попадает в поле зрения Эрнеста Юста — тогдашнего наставника резерва львовских «Карпат». В следующем году его причисляют к главной команде, и с первых игр 19-летний Броварский становится футболистом основы. Дебют — 4 апреля 1968 года в матче против «Балтики» (Калининград). В следующем году 20-летний полузащитник выигрывает вместе с командой Кубок страны, а после выхода львовского коллектива в высшую лигу его пригласили в сборную СССР. В её составе Лев Броварский сыграл единственный матч 28 апреля 1971 года, против Болгарии. По завершении карьеры Игоря Кульчицкого, в 1973 году перенял от него капитанскую повязку «Карпат», которую неизменно носил до 1980 года.
На протяжении всего периода выступлений за «Карпаты» правого полузащитника приглашали знаменитые клубы Союза, в частности, ЦСКА (Москва) и «Динамо» (Киев), но футболист отказывался. Ему удалось избежать серьёзных травм и повреждений, поэтому за 13 лет в цветах «зелёно-белых» игрок установил рекорд клуба по количеству проведённых игр, который не побит до сих пор. В первенствах СССР Лев Рудольфович провёл 412 поединков.
Технический, тактически грамотный и выносливый правый полузащитник обладал сильным ударом и точным пасом, хорошо видел поле.

## Тренерская карьера
Работал с любительской командой «Спартак» (Самбор), был тренером во Львовском спортинтернате (1985—1988, 1992—1996). В 1989—1990 вместе с Валерием Непомнящим работал в Камеруне — Непомнящий возглавлял национальную сборную Камеруна, а Броварский тренировал юношеские и молодёжные команды. Стоит отметить, что на чемпионате мира 1990 Камерун произвёл фурор, обыграв в группе Аргентину (с Марадоной в составе) и дойдя до 1/4 финала.
В сезоне 1996/97 возглавлял «Галичину» (Дрогобыч) во второй лиге, в 1999—2001 годах возглавлял «Карпаты» (Львов), но значительных успехов с клубом не добился.
Возглавлял Западный региональный центр развития детско-юношеского футбола.
В 2008 году в честь 60-летия ветерана ФК «Карпаты» навечно закрепил за Броварским футболку с номером 6.
4 июня 2009 года скончался после тяжелой и длительной болезни.

## Награды

### Командные
Карпаты
- Обладатель Кубка СССР: 1969

### Личные
- Один из обладателей приза «Лучшие дебютанты сезона»: (1971)
- Орден «За заслуги» ІІІ степени (2008)[3]